# فاليستي
فاليستي (السيريلية المولدوفية: Фэлешть) هي مدينة ومركز إداري لمنطقة مقاطعة فاليستي في مولدوفا، بلغ عدد سكانها 12074 وفق إحصاءات سنة 2014م.

## التاريخ
كان في المدينة جالية يهودية قبل الحرب العالمية الثانية، شكلوا 51٪ من مجموع السكان. قُتل اليهود خلال الهولوكوست.